# Northern Chaos Gods
Northern Chaos Gods (с англ. — «Северные боги хаоса») — девятый студийный альбом норвежской блэк-метал-группы Immortal, выпущенный 6 июля 2018 года на лейбле Nuclear Blast. Это первый альбом Immortal после ухода Аббата из группы и их первый студийный альбом почти за девять лет после выхода All Shall Fall (2009), что является самым длинным перерывом между двумя студийными релизами Immortal. Это также первый альбом группы с Демоназом на вокале и первый со времён Blizzard Beasts (1997) с его участием на гитаре, а также их последний альбом с Хоргом на ударных до того, как его исключили из группы из-за судебного спора с Демоназом по поводу права собственности на название группы.
Альбом записан в студии Петера Тэгтгрена The Abyss, также Тэгтгрен исполнил партии бас-гитары и выступил в роли продюсера записи. В интервью перед выпуском Northern Chaos Gods Демоназ сказал, что хочет сделать альбом как можно более «зловещим, мрачным и холодным».

## Признание
| Издание         | Список                                         | Позиция |
| --------------- | ---------------------------------------------- | ------- |
| Decibel         | «Топ-40 альбомов 2018 года»                    | 9       |
| Loudwire        | «30 лучших метал-альбомов 2018 года»           | 29      |
| Metal Injection | «20 лучших альбомов 2018 года»                 | 3       |
| Metal Hammer    | «30 лучших метал-альбомов по версии читателей» | 20      |
| Rolling Stone   | «20 лучших метал-альбомов 2018 года»           | 7       |
| Stereogum       | «Лучшие метал-альбомы 2018 года»               | 3       |

## Список композиций
Слова и музыка всех песен — Demonaz.
| №                   | Название               | Длительность |
| ------------------- | ---------------------- | ------------ |
| 1.                  | «Northern Chaos Gods»  | 4:25         |
| 2.                  | «Into Battle Ride»     | 3:50         |
| 3.                  | «Gates to Blashyrkh»   | 4:38         |
| 4.                  | «Grim and Dark»        | 5:27         |
| 5.                  | «Called to Ice»        | 5:06         |
| 6.                  | «Where Mountains Rise» | 5:51         |
| 7.                  | «Blacker of Worlds»    | 3:43         |
| 8.                  | «Mighty Ravendark»     | 9:14         |
| Общая длительность: | Общая длительность:    | 42:14        |

## Участники записи
Immortal
- Demonaz — вокал, гитара, аранжировки
- Horgh — ударные, аранжировки

Производственный персонал
- Петер Тэгтгрен — бас-гитара, продюсирование, сведение
- Йонас Кьельгрен — мастеринг
- Хокон Грав — фотографии, менеджмент
- Яннике Визе-Хансен — обложка

## Чарты
| Чарт (2018)                         | Высшая позиция |
| ----------------------------------- | -------------- |
| Австрия (Ö3 Austria)                | 17             |
| Бельгия/Фландрия (Ultratop)         | 39             |
| Бельгия/Валлония (Ultratop)         | 57             |
| Финляндия (Suomen virallinen lista) | 17             |
| Германия (Offizielle Top 100)       | 2              |
| Венгрия (MAHASZ)                    | 33             |
| Норвегия (VG-lista)                 | 16             |
| Шотландия (Scottish Albums Chart)   | 44             |
| Швейцария (Schweizer Hitparade)     | 9              |